# فاله دوليفو
فاله دو ليفو (Foglie d'ulivo) هي نوع من المعكرونة التي تحضر يدوياً وتكون على شكل أوراق الزيتون.